# Maurizio Parafioriti
Maurizio Parafioriti (Galati Mamertino, 8 agosto 1966) è un produttore discografico e ingegnere del suono italiano.

## Biografia
Di origine siciliane, nasce l'8 agosto 1966 a Galati Mamertino (ME); successivamente si trasferisce con i genitori a Milano, all'età di tre anni.
Inizia a lavorare nel settore musicale nel 1990, anno della sua prima produzione in collaborazione con Paolo Galeazzi; si occupa infatti del campionamento della voce di Janis Joplin nel brano Asha e JJ Tribute. Diventa quindi produttore indipendente con l'etichetta Dancework, con cui produce brani come Gam Gam, Peter Gast, Another class, Kc and the Sunshine Band, Olivia, Nikita, Indiana, Blue Beat, Ken, Miura e Dianas.
Insieme a Paolo Galeazzi e per l'etichetta Warner Music, lavora con il gruppo dei Gemini che risulterà vincitore del Disco per l'Estate nell'edizione 1996.
Dal 1997 lavora come produttore e ingegnere del suono, arrivando nel corso degli anni a collaborare con cantautori come Ron, Luca Carboni, Renato Zero, Lucio Dalla, Alex Britti, Alex Baroni, Umberto Tozzi, Pino Daniele, Francesco de Gregori, Fiorella Mannoia e Ron, Elisa, Giuni Russo, Gianni Morandi, Morgan, Zucchero, Mango, Lucio Battisti, Giusy Ferreri.
Nel 2010 cura la regia musicale di Io canto, per poi dedicarsi ad altri programmi come Italia's Got Talent, Amici di Maria De Filippi, Italia Loves Emilia, Tezenis Summer Music Festival, Festival di Sanremo, Tu si que vales.Tim Summer hits, Tim Adwords, MARRAGADDON 2023,Arena Suzuki ,

## Discografia

### Album in studio
- 1999: Ron - Adesso
- 2000: Ron - 70/00
- 2001: Ron - Cuori di vetro
- 2001: Roberto Cacciapaglia - Arcana
- 2002: Massimo Di Cataldo - Veramente
- 2003: Giuni Russo - Morirò d'amore
- 2003: Alessandro Safina - Musica di te
- 2003: Renato Zero - Cattura
- 2004: Ron - Le voci del mondo
- 2004: Gianni Morandi - A chi si ama veramente
- 2006: Renato Zero - Renatissimo!
- 2006: Luca Carboni - ...le band si sciolgono
- 2006: Lucio Battisti - La folle corsa
- 2007: Mango - L'albero delle fate
- 2007: Morgan - Da A ad A
- 2008: Ron - Quando sarò capace d'amare
- 2009: Renato Zero - Presente
- 2009: Alex Britti - .23
- 2010: Giusy Ferreri - Supermarket
- 2011: Fabrizio De André - Sogno nº 1
- 2012: Claudio Baglioni - Un piccolo Natale in più
- 2012: Ron - Way Out
- 2013: Renato Zero - Amo - Capitolo I
- 2015: Giulia Mazzoni - Room 2401
- 2017: Renato Zero - Zerovskij
- 2018: Davide Locatelli - Sugar Land
- 2019: Ron - Lucio!!
- 2019: Vincenzo Incenzo - Credo
- 2020: Tozzi e Raf - Due, la nostra storia (Live)
- 2020 Renato Zero - Zero il Folle
- 2020 Renato Zero - Zerosettanta
- 2021 Ron Sono un Figlio
- 2022 Renato Zero Atto Fede

### Singoli
- 1990: A.S.H.A. - J J Tribute
- 1991: Peter Gast - Everything
- 1991: Another Class - Ride Like The Wind
- 1992: Another Class - Don't You
- 1992: A.C. featuring KC and the Sunshine Band - Please Don't Go
- 1993: Olivia - Your Song
- 1994: Tama Tata - The Power Of Love
- 1994: Peter Gast - Music's Always Got Me Crazy
- 1994: Gam Gam Remix
- 1994: Nikita - Eterna Divina Remix
- 1995: Indiana/Diana - All I Need Is Love - Remix
- 1995: Miura - Insensitive
- 1995: A.S.H.A - J. J. Tribute
- 1996: Diana's - You Are My Angel
- 1996: Bracco di Graci - Sono esaurito
- 1997: Nek - Laura non c'è
- 1997: Gemini - Sento che ci sei
- 1998: Gemini - Io e te
- 1999: Davide Maggioni - Canzone stonata
- 2003: Elisa - Almeno tu nell'universo
- 2006: Ron con Tosca e Loredana Bertè - L'uomo delle stelle
- 2007: Gaetana - Il party

### Raccolte
- 2002: Alex Baroni - Semplicemente
- 2002: Umberto Tozzi - The Best
- 2005: Ron e artisti vari - Ma quando dici amore
- 2007: Luca Carboni - Una rosa per te
- 2007: Alex Baroni - Alex Baroni Collection
- 2010: Io canto - Io Canto Christmas
- 2014: Fiorella Mannoia - Fiorella
- 2019: Renato Zero - Remastering

### Live - DVD
- 2002: Pino Daniele, Francesco De Gregori, Fiorella Mannoia e Ron - In Tour DVD
- 2005: Zucchero - Zu & Co.
- 2007: Ron - Rosalino Cellamare in concerto
- 2009: Renato Zero - Presente ZeroNoveTour
- 2011: Renato Zero - Sei Zero Tour DVD
- 2017: Renato Zero - Arenà - Renato Zero si racconta
- 2017: Umberto Tozzi - 40 anni che ti amo

## Programmi TV
- Italia's Got Talent (2012)
- Amici di Maria De Filippi (2012-2017)
- Italia Loves Emilia (2012)
- Tezenis Summer Music Festival (2013)
- Gianni Morandi - Live in Arena (2013)
- Questi siamo noi Gigi D'Alessio (2013)
- Tú sí que vales (2014-2017)
- Capodanno in musica (2015-2018)
- Una serata... Bella (2015-2018)
- The Kolors (2015)
- Pequeños Gigantes (2016)
- Arenà - Renato Zero si racconta (Rai 1) (2016)
- Wind Music Awards (2017-2019)
- Standing Ovation (2017)
- Zerovskij (2017)
- The Winner Is... (2017)
- Pavarotti & Friends - Un'emozione senza fine (2017)
- Tozzi (Quarant'anni che Ti amo) (2017)
- Alex Britti - 40 anni di chitarra (2017)
- Music (Canale 5) (2017-2018)
- Lucio! (2018)
- Sanremo Young (2018-2019)
- Ossigeno (Rai 3) (2019)
- All Together Now (2019)
- SEAT Music Awards (2019)
- Ballata per Genova (2019)
- Heros (2020)
- Seat Music Adwords (2020)
- The Voice Senior (2020)
- Concerto di Natale (2020)
- Samuel Diretta Spotify (2021)
- Diretta Sony Mediaroom Sanremo  (2021)
- Umberto tozzi a Montecarlo  (Audio Video Production)
- Marco Masini Firenze (Audio Video Production)
- Paolo Conte a Venaria  (Audio Video Production)
- Castrocaro 2021
- Il volo Backstage
- D IVA. 2021
- SEAT MUSIC. ADWORDS 2021
- All Tougheter Now 2021
- Heros 2021
- Maneskine clip Spotify
- Concerto di Natale 2021
- Pucci 2022
- Diretta Sony Mediaroom Sanremo  (2022)
- Diretta IG LUKE Terrazza Martini
- Stanislastrico per Amazon Prime
- Diretta Primo Maggio RAI 3
- Liberta Siano per Amazon Prime
- Diretta XF 2022 per IG
- Tim Summer Hits 2022 Roma Trieste Rimini
- LOVEMI Milano
- Fabrizio Bosso al Maxxy di Roma Produzione audio video
- Dibattista Maxxy di Roma Produzione audio video
- Cik to Cik per amazon prime
- Red Valley per amazon Prime
- Brignano per Amazon Prime
- TIM Music Adwords Verona
- Arena Suzuki Verona
- FRANCESCO -CANTICO DEI CANTICI Roberto Benigni per Paramount
- XF Durex diretta Tik Tok
- Pintus a taormina per amazon prime
- Pintus la befana vien di notte per amazon prime
- Concerto di natale
- Conferenza pre Sanremo Marco Mengoni produzione audio Video
- Diretta Sony Mediaroom Sanremo  (2023)
- Maneskine contenuti lancio mondiale album rush
- Amazon Arena per Amazon prime
- Giorgio Panariello per Netflix
- Concerto primo maggio 2023 Rai 3
- Registrazione Amore più iva Checco Zalone
- 4 volte 20 Albano canale 5
- Generazione Z foro italico
- Tim Summer hits 2023 Milano Roma
- TIM Music Adwords 2023
- Suzuki arena 2023
- Power hits and Generazione Z Arena di verona
- MARRAGADDON MILANO NAPOLI per TWICH
- Commedy club per 9

## Riconoscimenti
- Un disco per l'estate 1996
- Premio della Critica Mia Martini per Almeno pensami di Ron (produttore)